# 나치의 황금열차
나치의 황금열차 또는 바우브지흐 황금열차는 폴란드의 도시전설이다. 제2차 세계 대전 말기인 1945년 1월, 나치 독일이 돌니실롱스크의 지하 터널에 황금을 담은 기차가 있었다는 내용이다. 해당 지역은 현재의 폴란드 남서부, 세계 대전 당시의 독일 남동부에 해당한다. 실재 자체가 아직 증명되지 않았다.
2015년과 2018년 사이에 두 폴란드인이 지면 침투 레이더를 사용하여 이 열차를 발견했다고 주장하면서 이 열차는 세계 언론의 관심을 다시 한번 받았다. 이 수색은 폴란드 군대, 폴란드 정부, 개인 투자자의 발굴로 마무리되었다. 그러나 탐지된 이상 현상이 자연지질학적 현상으로 밝혀지면서 발굴은 중단되었다. 이 열차에 대한 관심으로 인해 일부 열광적인 사람들은 관광 명소가 되기를 바라며 나치 장갑 열차의 실물 크기 복제품을 만들었다.